# Nottwil
Nottwil is een gemeente en plaats in het Zwitserse kanton Luzern en maakte deel uit van het district Sursee tot op 1 januari 2008 de districten van Luzern werden afgeschaft.
Nottwil telt 2.876 inwoners en ligt aan het Meer van Sempach.

## Sport

### Grote Prijs Para-atletiek
Sinds 2014 worden in Nottwil atletiekwedstrijden georganiseerd in de in 2013 opgestarte World Para Athletics Grand Prix. In 2019 liep Marlène van Gansewinkel een wereldrecord van 12,66 s op de 100 meter, in de T64-klasse (enkele onderbeenamputatie). In 2024 verbeterde Kimberly Alkemade het record naar 12,46 s. In 2025 namen ruim 250 atleten uit veertig landen deel aan de Grote Prijs van Nottwil. Er werden vijf wereldrecords verbroken.

## Geboren
- Anton Schaller (1944), journalist, tv-presentator, politicus